# Keine Lust
Keine Lust è un singolo del gruppo musicale tedesco Rammstein, pubblicato il 24 febbraio 2005 come quarto estratto dal quarto album in studio Reise, Reise.

## Video musicale
Il video mostra un gruppo di musicisti che, a seguito della loro fama, hanno vissuto una vita di eccessi e di lussuria, simboleggiata dal fatto che sono obesi (il tastierista Christian Lorenz risulta persino paralitico). Si riuniscono così per suonare assieme un'ultima volta.

## Tracce
CD (Germania)
1. Keine Lust – 3:44
2. Keine Lust (Remix No. 1 by Clawfinger) – 4:37

CD maxi (Germania)
1. Keine Lust – 3:44
2. Keine Lust (Remix No. 1 by Clawfinger) – 4:37
3. Keine Lust (The Psychosonic Remix by DJ Drug) – 5:02
4. Keine Lust (Bozz Remix by Azad) – 3:52
5. Keine Lust (Jazz Remix by Clawfinger) – 4:11
6. Keine Lust (Black Strobe Remix) – 7:08
7. Keine Lust (Curve Remix by Front 242) – 3:40
8. Keine Lust (Ich zähl die Fliegen Remix by Krieger) – 3:30

12" (Germania)
- Lato A

1. Keine Lust (Black Strobe Remix) – 7:06
2. Keine Lust (Black Strobe Remix Instrumental) – 7:06

- Lato B

1. Keine Lust (Curve Remix by Front) – 3:37
2. Keine Lust (Curve Remix Instrumental by Front) – 3:35

CD (Regno Unito)
1. Keine Lust – 3:43
2. Ohne dich (Mina Harker's Version - Remix by Laibach) – 3:59
3. Mutter Orchesterlied I – 5:12

7" (Regno Unito)
- Lato A

1. Keine Lust – 3:43

- Lato B

1. Du hast (Live) – 4:27

DVD (Regno Unito)
1. Keine Lust (Audio) – 3:43
2. Mein Teil (Single Version) (Audio) – 4:26
3. Mein Teil (Video) (Full Version) – 4:25
4. Making of the 'Mein Teil' Video – 11:38

## Formazione
Gruppo
- Christoph Doom Schneider – batteria
- Doktor Christian Lorenz – tastiera
- Till Lindemann – voce
- Paul Landers – chitarra
- Richard Z. Kruspe-Bernstein – chitarra
- Oliver Riedel – basso

Produzione
- Jacob Hellner – produzione
- Rammstein – produzione
- Ulf Kruckenberg – ingegneria del suono
- Florian Ammon – programmazione Logic e Pro Tools
- Stefan Glaumann – missaggio
- Howie Weinberg – mastering